# نوراشين (أرارات)
مدينة نوراشين (بالأرمينية:Նորաշեն) (بالإنجليزية: Norashen)‏ هي إحدى المدن التابعة لمقاطعة أرارات في أرمينيا. يقدر عدد سكانها بـ 3433 نسمة حسب الإحصاء الذي جرى عام 2011.